# Рядник
Рядник (Armeria) — рід квіткових рослин родини кермекових (Plumbaginaceae). Рід містить 98 видів, що ростуть у Євразії, північно-західній Африці, Канаді, США, Південній Америці на південь від Амазонії.

## Опис
Рослини трав'янисті, багаторічні. Листки в прикореневих розетках, сидячі; пластинка від лінійної до лінійно-лопатчатої [ланцетної], звужена або пряма до основи, краї цілі. Квіткові стеблини голі або густо запушені, іноді складчасті, на верхівці охоплені трубчастим безлистою піхвою. Суцвіття поодинокі, верхівкові, щільні напівкулясті головки, кожна оточена обгорткою з плівчастих приквітків. Квітки: чашечка 10-ребриста, воронкоподібна; трубка зазвичай запушена тільки на ребрах або навколо, рідко гола; пелюстки злегка зрощені в основі, від білого до темно-пурпурового. Плоди сухі, укладені в стійкі чашечки, що розкриваються поперек. х = 9.